# Noel de Carvalho
Noel de Carvalho Neto (Resende, 5 de março de 1943) é um político brasileiro.

## Biografia
Com 23 anos, disputou pela primeira vez a prefeitura de Resende em uma das sublegendas do MDB, mas o vencedor foi o candidato da Arena, José Marco Pineschi. Dez anos distante da política, candidatou-se novamente e se elegeu prefeito de Resende, em 1976, para um mandato de seis anos. A vitória de Noel de Carvalho, a primeira da oposição desde a golpe militar de 1964, foi simbólica por ser Resende berço da Academia Militar das Agulhas Negras.
Em 1982, Noel de Carvalho se descompatibiliza da prefeitura de Resende para ser candidato a deputado federal, mas não conseguiu se eleger. O fenômeno daquela eleição foi Leonel Brizola, do PDT, partido para o qual Noel migraria nos anos seguintes.
Em 1985, Noel é convidado a assumir a Secretaria Especial da prefeitura do Rio de Janeiro, no Governo do então prefeito Saturnino Braga. No ano seguinte, é eleito deputado federal constituinte, cargo que ocupa até 1988, quando, pela segunda vez, é eleito prefeito de Resende.
Em 1993, assume a Secretaria de Estado de Educação. Em 1994, é candidato a vice-governador na chapa derrotada de Anthony Garotinho. Em 1996, volta a disputar a prefeitura de Resende, mas desta vez é derrotado pelo então deputado estadual Eduardo Meohas.
Em 1998, elege-se deputado estadual, cargo para o qual foi reeleito em 2002 e 2006. Foi ainda Secretário de Agricultura no governo Anthony Garotinho (1999-2002) e de Habitação no Governo Sérgio Cabral Filho (2007-2008).